# Luther Burden
Pour les articles homonymes, voir Burden.
Luther Burden aussi appelé Ticky Burden, né le 28 février 1953 à Haines City en Floride et mort le 29 octobre 2015 à Winston-Salem en Caroline du Nord, est un ancien joueur américain de basket-ball. Il évolue durant sa carrière au poste d'arrière.

## Palmarès
- 3e du championnat du monde 1974
- Vainqueur des Jeux panaméricains de 1975
- ABA All-Rookie First Team 1976